# Marmirolo
Marmirolo (lombardul: Marmiröl) település Olaszországban, Lombardia régióban, Mantova megyében. Lakosainak száma 7645 fő (2023. január 1.). Marmirolo Porto Mantovano, Roverbella, Valeggio sul Mincio, Volta Mantovana és Goito községekkel határos.

## Népesség
A település lakossága az elmúlt években az alábbi módon változott:
| Lakosok száma | 7830 | 7789 | 7645 |
|               | 2017 | 2018 | 2023 |

## Testvérvárosok
- Massa Lombarda, Olaszország